# Wonder Man (phim truyền hình)
Wonder Man là một bộ phim truyền hình ngắn tập sắp ra mắt của Hoa Kỳ do Destin Daniel Cretton và Andrew Guest tạo ra phát hành trên dịch vụ Disney+, dựa trên nhân vật cùng tên của Marvel Comics. Phim được dự định là một trong những loạt phim truyền hình trong Vũ trụ Điện ảnh Marvel (MCU) do Marvel Studios sản xuất, chia sẻ tính liên tục với các bộ phim của loạt phim. Bộ phim cũng được sản xuất bởi Family Owned và Onyx Collective.
Yahya Abdul-Mateen II sẽ đóng vai Simon Williams / Wonder Man, cùng với Ben Kingsley, Demetrius Grosse và Ed Harris. Quá trình quay phim bắt đầu vào đầu tháng 4 năm 2023 tại Los Angeles, trước khi quá trình sản xuất ngừng hoạt động vào cuối tháng 5 do cuộc đình công của Hiệp hội Nhà văn Hoa Kỳ năm 2023. Phim được tiếp tục vào đầu tháng 1 năm 2024 và kết thúc vào tháng 4 năm đó.
Wonder Man dự kiến ra mắt trên Disney+ và bao gồm 10 tập. Phim được phát hành dưới biểu ngữ "Điểm sáng Marvel".

## Vai diễn
- Yahya Abdul-Mateen II trong vai Simon Williams / Wonder Man:[1] Một diễn viên và diễn viên đóng thế có được siêu năng lực để trở thành anh hùng Wonder Man..[2][3]
- Ben Kingsley trong vai Trevor Slattery: Một diễn viên thất bại, người trước đây đã đội lốt Mandarin và bị Thập Nhẫn bắt cóc, trở thành "kẻ pha trò" của Xu Wenwu .[4]
- Demetrius Grosse trong vai Eric Williams / Grim Reaper:  Anh trai của Simon.[5]
- Ed Harris as Neal Saroyan: Đặc vụ của Simon.[6]

Ngoài ra, Lauren Glazier đã được chọn vào một vai phụ không được tiết lộ, và Josh Gad đã được chọn vào một vai không được tiết lộ.

## Sản xuất

### Phát triển
Vào tháng 12 năm 2021, Destin Daniel Cretton đã ký hợp đồng nhiều năm với Marvel Studios và Onyx Collective để phát triển các dự án truyền hình cho Disney+, với một loạt phim hài đã được phát triển vào thời điểm đó. Cretton sẽ sản xuất loạt phim này thông qua công ty sản xuất mới thành lập của ông, Family Owned. Điều này kết hợp với việc Cretton quay lại viết và đạo diễn phần tiếp theo của bộ phim Vũ trụ Điện ảnh Marvel (MCU) Shang-Chi and the Legend of the Ten Rings (2021).  Vào tháng 6 năm 2022, bộ truyện được tiết lộ là đang trong giai đoạn phát triển ban đầu và có tựa đề là Wonder Man , tập trung vào nhân vật Simon Williams / Wonder Man, với Andrew Guest tham gia phát triển bộ truyện cùng với vai trò là biên kịch chính; trước đây ông từng là nhà sản xuất tư vấn cho Hawkeye (2021). Cretton cũng được cho là sẽ đạo diễn các tập của loạt phim, và được bổ nhiệm làm đạo diễn vào tháng 10 năm đó, chỉ đạo hai tập đầu tiên của loạt phim. Joe Otterson tại Variety lưu ý rằng bộ truyện có khả năng trở thành một "châm biếm Hollywood", điều mà anh cảm thấy có ý nghĩa dựa trên lịch sử của nhân vật trong truyện tranh với tư cách là một diễn viên và diễn viên đóng thế; loạt phim sau đó được cho là nghiên cứu về nhân vật của Williams và khám phá hậu trường của Hollywood. Vào tháng 2 năm 2023, James Ponsoldt tham gia đàm phán để đạo diễn các tập của bộ truyện, trong khi Stella Meghie được thuê để đạo diễn nhiều tập của bộ truyện vào cuối tháng. Ponsoldt sau đó được bổ nhiệm làm đạo diễn cùng với Bonnie Munoz làm nhà sản xuất. Đến tháng 10 năm 2023, Marvel Studios chuyển triết lý sáng tạo của họ sang quy trình phát triển truyền hình truyền thống hơn, loại bỏ các biên kịch chính và bắt đầu thuê những người dẫn chương trình chuyên dụng cho loạt phim của họ; Khách mời trở thành người dẫn chương trình cho Wonder Man. Bộ phim dự kiến bao gồm 10 tập. Các nhà sản xuất điều hành của loạt phim bao gồm Kevin Feige của Marvel Studios cùng với Guest và Cretton. Onyx Collective cũng sản xuất bộ truyện này. the eries, wonth. Ponsolcer. Byodes. Execeries.

### Viết kịch bản
Kira Talise, Madeline Walter, Paul Bradford Welsh, Anayat Fakhraie, Zeke Nicholson, Roja Gashtili và Julia Lerman đã làm việc trong loạt phim này.

### Tuyển diễn viên
Vào tháng 8 năm 2022, Ben Kingsley được tiết lộ sẽ đóng lại vai Trevor Slattery trong MCU của anh ấy trong loạt phim, được cho là một "vai chính". Vào tháng 10, Yahya Abdul-Mateen II được chọn vào vai Simon Williams / Wonder Man. Nathan Fillion xuất hiện trên áp phích phim với vai Simon Williams trong một đoạn cắt từ Guardians of the Galaxy Vol. 2 (2017). James Gunn, đạo diễn của bộ phim đó, rất thích Wonder Man từ truyện tranh và cảm thấy Fillion có thể thể hiện nhân vật này là "một diễn viên/siêu anh hùng đôi khi ngốc nghếch", và mặc dù ngoại hình của họ đã bị cắt, anh ấy vẫn coi họ là tiêu chuẩn của MCU. Lauren Glazier được chọn vào một vai phụ không được tiết lộ vào tháng 2 năm 2023. Tháng sau, Demetrius Grosse được chọn vào vai anh trai của Simon là Eric Williams / Grim Reaper, trong khi Ed Harris được chọn vào vai đặc vụ của Simon là Neal Saroyan. Vào cuối tháng 4, Josh Gad được cho là đã tham gia vào dàn diễn viên.

### Quay phim
Quá trình chụp ảnh chính bắt đầu vào ngày 5 tháng 4 năm 2023, tại Los Angeles, với tựa đề Callback, với Cretton, Meghie, và Ponsoldt chỉ đạo loạt phim. Các nhà quay phim bao gồm Brett Pawlak, cùng với Armando Salas thực hiện các tập phim của Ponsoldt. Việc quay phim ban đầu dự kiến sẽ kết thúc vào đầu tháng 8. Công việc âm trường diễn ra tại Radford Studio Center ở Studio City, Los Angeles. Quá trình quay phim đang diễn ra xung quanh Đại lộ Hollywood ở Los Angeles vào ngày 4 tháng 5 năm 2023, khi những người chọn lọc tham gia cuộc đình công của Hiệp hội Nhà văn Hoa Kỳ năm 2023 đã cố gắng ngừng sản xuất; tuy nhiên, việc quay phim vẫn tiếp tục trong thời gian đình công vào thời điểm đó và dự kiến sẽ không bị ảnh hưởng bởi cuộc đình công. Có thông tin cho rằng Marvel Studios đang lên kế hoạch quay những gì họ có thể trong quá trình chụp ảnh chính và thực hiện bất kỳ điều chỉnh văn bản cần thiết nào trong quá trình quay lại loạt phim đã được lên lịch. Picketers đã ngừng sản xuất khi quay trở lại quay phim tại Radford Studio Center vào ngày 8 tháng 5. Quá trình sản xuất đã ngừng hoạt động vào cuối tháng, với kế hoạch tiếp tục trở lại sau khi WGA và các cuộc đình công SAG-AFTRA tiếp theo kết thúc.
Vào tháng 10 năm 2023, Joanna Robinson, đồng tác giả của cuốn sách MCU: The Reign of Marvel Studios, đã báo cáo rằng Marvel Studios đang cân nhắc việc không tiếp tục loạt phim này, mặc dù đã quay tài liệu trước cuộc đình công. Sau khi kết thúc cuộc đình công SAG-AFTRA vào tháng 11 và việc Cretton rời khỏi vai trò chỉ đạo Avengers: The Kang Dynasty (2026) để tập trung vào các cam kết của mình với các dự án MCU khác, bao gồm cả Wonder Man, việc quay phim sẽ tiếp tục vào khoảng cuối năm tháng sau Lễ tạ ơn. Quá trình quay phim được tiếp tục ở Los Angeles vào đầu tháng 1 năm 2024. Một người thợ giàn đã chết trong quá trình sản xuất tại trường quay tại Radford Studio Center vào ngày 6 tháng 2, sau khi rơi từ xà nhà xuống. Đến lúc đó, phần lớn quá trình quay phim đã hoàn thành với kế hoạch đón phim trong những tuần tiếp theo. Quá trình quay phim kết thúc vào tháng 4 năm 2024.

### Hậu kỳ
Winderbaum xác nhận rằng bộ truyện sẽ được chỉnh sửa vào tháng 3 năm 2024. Gina Sansom đóng vai trò biên tập cho bộ truyện, sau khi làm việc với Cretton trước đó trong American Born Chinese (2023).

## Phát hành
Wonder Man dự kiến sẽ được phát hành trên Disney+, và gồm 10 tập. Ban đầu nó dự kiến sẽ ra mắt trong mùa truyền hình 2023–24, nhưng ngày phát hành vẫn chưa rõ ràng vào tháng 9 năm 2023 do quá trình quay phim vẫn chưa hoàn thành trong bối cảnh các cuộc đình công của WGA và SAG-AFTRA đang diễn ra. Nó sẽ được phát hành dưới biểu ngữ " Marvel Spotlight ".